# Kimberley Efonye
Kimberley Efonye, née le 5 mars 1994, est une athlète belge, spécialiste du sprint.

## Carrière
Kimberley Efonye est médaillée d'argent du 400 mètres au Festival olympique de la jeunesse européenne 2011.
Au niveau national,  elle remporte la finale du 400 mètres des Championnats de Belgique d'athlétisme 2014.